# Liste der römischen Provinzen ab Diokletian

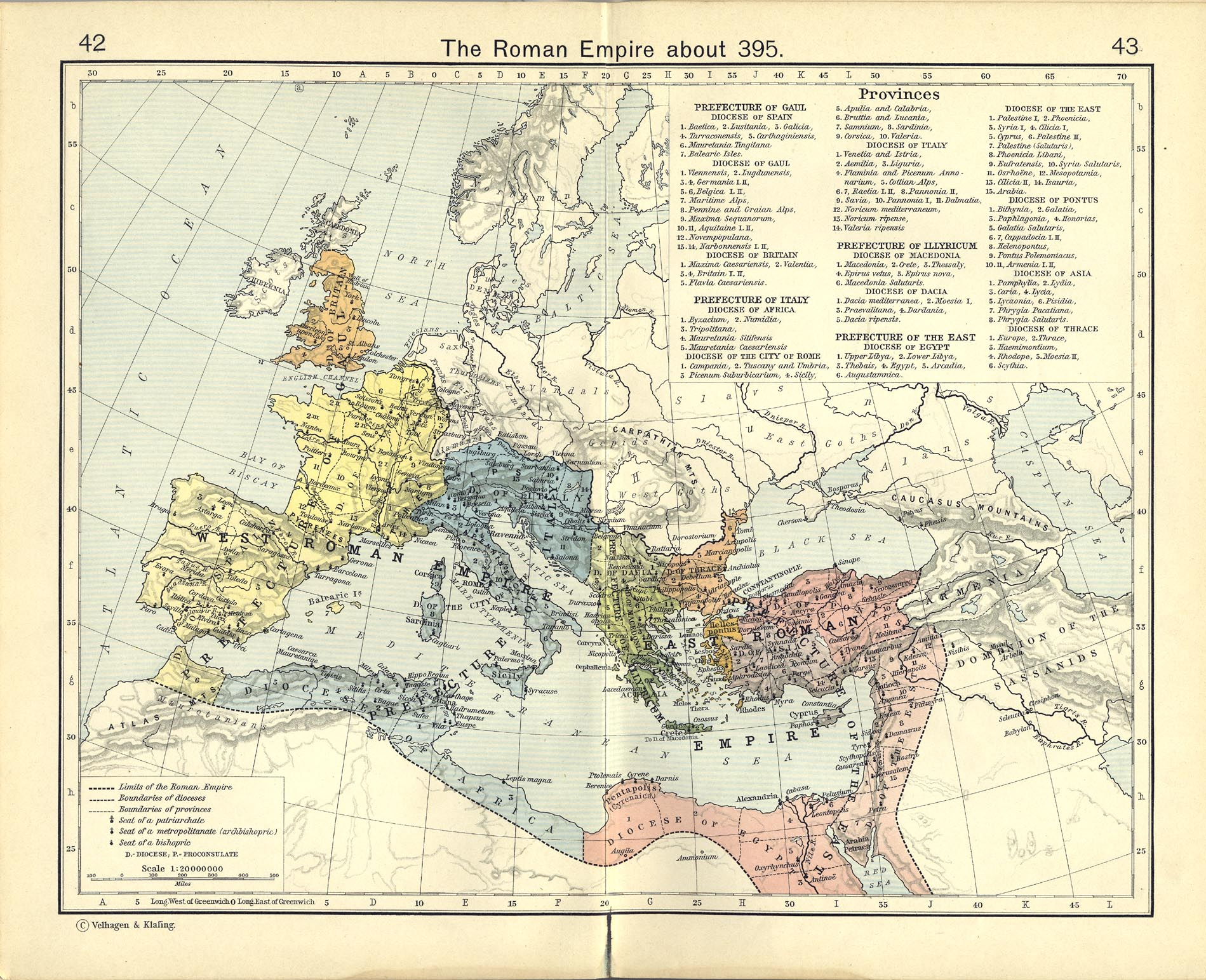
Karte des römischen Reiches um 395

Die Liste der römischen Provinzen ab Diokletian stellt tabellenartig die wesentlichen Informationen zur Entwicklung der römischen Regionalstruktur nach der Verwaltungsreform des Kaisers Diokletian bis zur Reichsteilung von 395 dar, als die Teilung in das Weströmische Reich und das Oströmische Reich erfolgte. Die Informationen zur Entwicklung der römischen Regionalstruktur bis zur Verwaltungsreform des Diokletian wird in der Liste der römischen Provinzen bis Diokletian dargelegt. Eine alphabetische Liste aller römischen Provinzen unabhängig vom Zeitpunkt ihres Bestehens findet sich unter Liste der Provinzen des Römischen Reichs.
Mit der Verwaltungsreform Diokletians und seiner Nachfolger wurden aus den bislang 46 Provinzen vor allem durch Teilung 85 zumeist kleinere Einheiten geformt; nur in einem Fall wurden Provinzen zusammengelegt (Alpes Graiae und Alpes Poeninae zu Alpes Graiae et Poeninae), auch erfolgten keine größeren Grenzverschiebungen (Ausnahme: Alpes Maritimae, das um Teile von Gallia Narbonensis und Alpes Cottiae erweitert wurde). Wesentliches Merkmal der Reform war weiterhin, dass die Italienische Halbinsel, die bislang das Privileg hatte, nicht zu den Provinzen zu zählen, in acht Einheiten eingeteilt wurde. In einer weiteren Reform wurde die Zahl der nun 93 Provinzen auf 119 erhöht, wobei auch diesmal vor allem Teilungen und nur eine Zusammenlegung von (Numidia Cirtensis und Numidia Militiane zu Numidia) erfolgte, bei der es sich allerdings nur um die Rücknahme einer zuvor erfolgten Teilung handelte.
Die mehr als verdoppelte Anzahl der Provinzen machte die Einführung einer weiteren Hierarchieebene, die Zusammenfassung einzelner Provinzen zu Diözesen erforderlich. Unter Kaiser Konstantin I. wurden die von ihren militärischen Aufgaben entbundenen Prätorianerpräfekten als weitere Verwaltungsebene mit zivilen Aufgaben betraut.

## Die Hierarchieebenen
Damit hatte Ende des 4. Jahrhunderts das Römische Reich folgende regionale Hierarchie:
- 1. Ebene: der Kaiser
- 2. Ebene: die Präfekturen

Praefectus praetorio per Orientem
Praefectus praetorio Illyrici, Italiae et Africae
Praefectus praetorio Galliarum
- 3. Ebene: die Diözesen
- 4. Ebene: die Provinzen

Die Reichsteilung im Jahr 395 hatte Konsequenzen für die Präfekten, da die Präfektur „Illyricum, Italia et Africa“ geteilt werden musste. Zum Weströmischen Reich gehörten danach der Praefectus praetorio Galliarum und ein Praefectus praetorio Italiae et Africae, zum Oströmischen Reich der Praefectus praetorio per Orientem und ein Praefectus praetorio Illyrici.

## Tabelle
| alte Provinz                                | Provinzen zur Zeit Diokletians und Konstantins I. | Diözese    | Provinzen zur Zeit der Reichsteilung (395) | Diözese             | ungefähre Lage                                                                        |
| ------------------------------------------- | ------------------------------------------------- | ---------- | ------------------------------------------ | ------------------- | ------------------------------------------------------------------------------------- |
| Achaia                                      | Achaea                                            | Moesia     | Achaea                                     | Macedonia           | Peloponnes, Attika                                                                    |
| Aegyptus                                    | Thebais                                           | Oriens     | Thebais                                    | Aegyptus            | Oberägypten                                                                           |
| Aegyptus                                    | Aegyptus Iovia                                    | Oriens     | Aegyptus                                   | Aegyptus            | westliches Nildelta                                                                   |
| Aegyptus                                    | Aegyptus Herculea                                 | Oriens     | Augustamnica                               | Aegyptus            | östliches Nildelta                                                                    |
| Aegyptus                                    | Aegyptus Herculea                                 | Oriens     | Arcadia                                    | Aegyptus            | Mittelägypten                                                                         |
| Africa                                      | Proconsularis Zeugitana                           | Africa     | Africa proconsularis                       | Africa              | nördliches Tunesien                                                                   |
| Africa                                      | Valeria Byzacena                                  | Africa     | Byzacena                                   | Africa              | südliches Tunesien                                                                    |
| Africa                                      | Valeria Byzacena                                  | Africa     | Tripolitana                                | Africa              | westliche Küste Libyens                                                               |
| Alpes Cottiae                               | Alpes Cottiae                                     | Italia     | Alpes Cottiae                              | Italia annonaria    | Cottische Alpen                                                                       |
| Alpes Maritimae                             | Alpes Maritimae                                   | Viennensis | Alpes Maritimae                            | Septem Provinciae   | die französischen Départements Alpes-Maritimes, Alpes-de-Haute-Provence, Hautes-Alpes |
| Alpes Atrectianae et Poeninae               | Alpes Graiae et Poeninae                          | Galliae    | Alpes Graiae et Poeninae                   | Galliae             | Savoie, Wallis                                                                        |
| Aquitania                                   | Novempopulana                                     | Viennensis | Novempopulana                              | Septem Provinciae   | Gascogne                                                                              |
| Aquitania                                   | Aquitania                                         | Viennensis | Aquitania prima                            | Septem Provinciae   | Auvergne                                                                              |
| Aquitania                                   | Aquitania                                         | Viennensis | Aquitania secunda                          | Septem Provinciae   | Poitou, Charente                                                                      |
| Arabia                                      | Arabia                                            | Oriens     | Arabia                                     | Oriens              | Jordanien                                                                             |
| Asia                                        | Asia                                              | Asiana     | Asia                                       | Asiana              | türkische Ägäisküste                                                                  |
| Asia                                        | Asia                                              | Asiana     | Hellespontus                               | Asiana              | asiatische Seite der Dardanellen                                                      |
| Asia                                        | Lydia                                             | Asiana     | Lydia                                      | Asiana              | westliche Türkei                                                                      |
| Asia                                        | Caria                                             | Asiana     | Caria                                      | Asiana              | südwestliche Türkei                                                                   |
| Asia                                        | Insulae                                           | Asiana     | Insulae                                    | Asiana              | ägäische Inseln                                                                       |
| Asia                                        | Phrygia                                           | Asiana     | Phrygia Pacatiana                          | Asiana              | westliche Türkei                                                                      |
| Asia                                        | Phrygia                                           | Asiana     | Phrygia salutaris                          | Asiana              | westliche Türkei                                                                      |
| Baetica                                     | Baetica                                           | Hispania   | Baetica                                    | Hispania            | Andalusien                                                                            |
| Pontus et Bithynia                          | Bithynia                                          | Pontica    | Bithynia                                   | Pontica             | Türkei bei Istanbul                                                                   |
| Pontus et Bithynia                          | Paphlagonia                                       | Pontica    | Paphlagonia                                | Pontica             | westliche türkische Schwarzmeerküste                                                  |
| Pontus et Bithynia                          | Paphlagonia                                       | Pontica    | Honorias                                   | Pontica             |                                                                                       |
| Pontus et Bithynia                          | Diospontus                                        | Pontica    | Helenopontus                               | Pontica             | türkische Schwarzmeerküste bei Sinop                                                  |
| Britannia inferior                          | Flavia Caesariensis                               | Britannia  | Flavia Caesariensis                        | Britannia           | Mittel- und Nordengland                                                               |
| Britannia superior                          | Britannia I                                       | Britannia  | Britannia I                                | Britannia           |                                                                                       |
| Britannia superior                          | Britannia II                                      | Britannia  | Britannia II                               | Britannia           |                                                                                       |
| Britannia superior                          | Maxima Caesariensis                               | Britannia  | Maxima Caesariensis                        | Britannia           |                                                                                       |
| Cappadocia                                  | Cappadocia                                        | Pontica    | Cappadocia I                               | Pontica             | Zentraltürkei                                                                         |
| Cappadocia                                  | Cappadocia                                        | Pontica    | Cappadocia II                              | Pontica             | Zentraltürkei                                                                         |
| Cappadocia                                  | Pontus Polemoniacus                               | Pontica    | Pontus Polemoniacus                        | Pontica             | türkische Schwarzmeerküste bei Trabzon                                                |
| Cappadocia                                  | Armenia minor                                     | Pontica    | Armenia I                                  | Pontica             | östliche Türkei                                                                       |
| Cappadocia                                  | Armenia minor                                     | Pontica    | Armenia II                                 | Pontica             | östliche Türkei                                                                       |
| Cilicia                                     | Cilicia                                           | Oriens     | Cilicia I                                  | Oriens              | östliche türkische Mittelmeerküste                                                    |
| Cilicia                                     | Cilicia                                           | Oriens     | Cilicia II                                 | Oriens              | östliche türkische Mittelmeerküste                                                    |
| Cilicia                                     | Isauria                                           | Oriens     | Isauria                                    | Oriens              | zentrale türkische Mittelmeerküste                                                    |
| Creta et Cyrenae                            | Creta                                             | Moesia     | Creta                                      | Macedonia           | Kreta                                                                                 |
| Creta et Cyrenae                            | Libya superior                                    | Oriens     | Libya superior                             | Aegyptus            | nordöstliches Libyen                                                                  |
| Creta et Cyrenae                            | Libya inferior                                    | Oriens     | Libya inferior                             | Aegyptus            | nordwestliches Ägypten                                                                |
| Cyprus                                      | Cyprus                                            | Oriens     | Cyprus                                     | Oriens              | Zypern                                                                                |
| Dalmatia                                    | Dalmatia                                          | Pannonia   | Dalmatia                                   | Pannonia            | Dalmatien, Bosnien                                                                    |
| Epirus                                      | Epirus vetus                                      | Moesia     | Epirus vetus                               | Macedonia           | Nordwestgriechenland, Südalbanien                                                     |
| Galatia                                     | Galatia                                           | Pontica    | Galatia salutaris                          | Pontica             | Zentraltürkei                                                                         |
| Galatia                                     | Galatia                                           | Pontica    | Galatia                                    | Pontica             | Zentraltürkei                                                                         |
| Galatia                                     | Pisidia                                           | Pontica    | Pisidia                                    | Pontica             | Südtürkei                                                                             |
| Galatia                                     | Pisidia                                           | Pontica    | Lycaonia                                   | Pontica             | Südtürkei                                                                             |
| Belgica                                     | Belgica I                                         | Gallia     | Belgica I                                  | Gallia              | Einzugsgebiet der Mosel                                                               |
| Belgica                                     | Belgica II                                        | Gallia     | Belgica II                                 | Gallia              | Belgien, Nordfrankreich bis zur Marne                                                 |
| Gallia Lugdunensis                          | Sequania                                          | Gallia     | Maxima Sequanorum                          | Gallia              | West- und Zentralschweiz, Jura                                                        |
| Gallia Lugdunensis                          | Lugdunensis I                                     | Gallia     | Lugdunensis I                              | Gallia              | Burgund                                                                               |
| Gallia Lugdunensis                          | Lugdunensis II                                    | Gallia     | Lugdunensis II                             | Gallia              | Normandie                                                                             |
| Gallia Lugdunensis                          | Lugdunensis II                                    | Gallia     | Lugdunensis III                            | Gallia              | Bretagne, Unterlauf der Loire                                                         |
| Gallia Lugdunensis                          | Lugdunensis II                                    | Gallia     | Senonia                                    | Gallia              | Paris, Orléans                                                                        |
| Gallia Narbonensis                          | Narbonensis                                       | Viennensis | Narbonensis I                              | Septem Provinciae   | Languedoc                                                                             |
| Gallia Narbonensis                          | Viennensis                                        | Viennensis | Viennensis                                 | Septem Provinciae   | Rhonetal                                                                              |
| Gallia Narbonensis                          | Viennensis                                        | Viennensis | Narbonensis II                             | Septem Provinciae   | Var, Vaucluse, Drôme                                                                  |
| Germania inferior                           | Germania II                                       | Gallia     | Germania II                                | Gallia              | Einzugsgebiet der Maas                                                                |
| Germania superior                           | Germania I                                        | Gallia     | Germania I                                 | Gallia              | Teile von Elsass, Rheinland-Pfalz, Baden-Württemberg                                  |
| Italia (zuvor nicht als Provinz betrachtet) | Venetia et Histria                                | Italia     | Venetia et Histria                         | Italia annonaria    | Venetien und Istrien                                                                  |
| Italia (zuvor nicht als Provinz betrachtet) | Aemilia et Liguria                                | Italia     | Aemilia                                    | Italia annonaria    | westliche Emilia-Romagna                                                              |
| Italia (zuvor nicht als Provinz betrachtet) | Aemilia et Liguria                                | Italia     | Liguria                                    | Italia annonaria    | Ligurien                                                                              |
| Italia (zuvor nicht als Provinz betrachtet) | Flaminia et Picenum                               | Italia     | Flaminia et Picenum annonarium             | Italia annonaria    | östliche Emilia-Romagna                                                               |
| Italia (zuvor nicht als Provinz betrachtet) | Flaminia et Picenum                               | Italia     | Picenum suburbicarium                      | Italia suburbicaria | Marken                                                                                |
| Italia (zuvor nicht als Provinz betrachtet) | Tuscia et Umbria                                  | Italia     | Tuscia et Umbria                           | Italia suburbicaria | Toskana, Umbrien                                                                      |
| Italia (zuvor nicht als Provinz betrachtet) | Valeria                                           | Italia     | Valeria                                    | Italia suburbicaria | nordöstlich von Rom                                                                   |
| Italia (zuvor nicht als Provinz betrachtet) | Campania et Samnium                               | Italia     | Campania                                   | Italia suburbicaria | Kampanien                                                                             |
| Italia (zuvor nicht als Provinz betrachtet) | Campania et Samnium                               | Italia     | Samnium                                    | Italia suburbicaria | Abruzzen, Molise                                                                      |
| Italia (zuvor nicht als Provinz betrachtet) | Apulia et Calabria                                | Italia     | Apulia et Calabria                         | Italia suburbicaria | Apulien                                                                               |
| Italia (zuvor nicht als Provinz betrachtet) | Lucania et Brittii                                | Italia     | Brittii et Lucania                         | Italia suburbicaria | Kalabrien, Basilicata                                                                 |
| Lusitania                                   | Lusitania                                         | Hispania   | Lusitania                                  | Hispania            | Portugal, Extremadura                                                                 |
| Lycia et Pamphylia                          | Pamphylia                                         | Asiana     | Pamphylia                                  | Asiana              | westliche türkische Mittelmeerküste                                                   |
| Lycia et Pamphylia                          | Pamphylia                                         | Asiana     | Lycia                                      | Asiana              | westliche türkische Mittelmeerküste                                                   |
| Macedonia                                   | Macedonia                                         | Moesia     | Macedonia                                  | Macedonia           | Nordgriechenland                                                                      |
| Macedonia                                   | Macedonia                                         | Moesia     | Macedonia salutaris                        | Macedonia           |                                                                                       |
| Macedonia                                   | Epirus nova                                       | Moesia     | Epirus nova                                | Macedonia           | Albanien                                                                              |
| Macedonia                                   | Thessalia                                         | Moesia     | Thessalia                                  | Macedonia           | Mittel                                                                                |
| Mauretania Tingitana                        | Mauretania Tingitana                              | Hispania   | Mauretania Tingitana                       | Hispania            | Nordmarokko                                                                           |
| Mauretania Caesariensis                     | Mauretania Caesariensis                           | Africa     | Mauretania Caesariensis                    | Africa              | Nordalgerien                                                                          |
| Mesopotamia                                 | Mesopotamia                                       | Oriens     | Mesopotamia                                | Oriens              | Nordirak                                                                              |
| Mesopotamia                                 | Mesopotamia                                       | Oriens     | Osrhoene                                   | Oriens              | Syrien östlich des Euphrat                                                            |
| Moesia inferior                             | Moesia inferior                                   | Thracia    | Moesia II                                  | Thracia             | Nordbulgarien                                                                         |
| Moesia inferior                             | Scythia                                           | Thracia    | Scythia                                    | Thracia             | rumänische Schwarzmeerküste                                                           |
| Moesia superior                             | Moesia superior                                   | Moesia     | Moesia I                                   | Dacia               | Südserbien                                                                            |
| Moesia superior                             | Dacia                                             | Moesia     | Dacia ripensis                             | Dacia               | nordwestliches Bulgarien                                                              |
| Moesia superior                             | Dacia                                             | Moesia     | Dacia mediterranea                         | Dacia               | südwestliches Bulgarien                                                               |
| Moesia superior                             | Praevalitana                                      | Moesia     | Praevalitana                               | Dacia               | Montenegro                                                                            |
| Moesia superior                             | Dardania                                          | Moesia     | Dardania                                   | Dacia               | Kosovo und Nordmazedonien                                                             |
| Noricum                                     | Noricum ripense                                   | Pannonia   | Noricum ripense                            | Pannonia            | Oberösterreich, Land Salzburg und Mostviertel                                         |
| Noricum                                     | Noricum mediterraneum                             | Pannonia   | Noricum mediterraneum                      | Pannonia            | Osttirol, Kärnten und Steiermark                                                      |
| Numidia                                     | Numidia Cirtensis                                 | Africa     | Numidia                                    | Africa              | nordöstliches Algerien                                                                |
| Numidia                                     | Numidia Militiane                                 | Africa     | Numidia                                    | Africa              | nordöstliches Algerien                                                                |
| Pannonia superior                           | Pannonia superior                                 | Pannonia   | Pannonia I                                 | Pannonia            | östliches Österreich                                                                  |
| Pannonia superior                           | Savia                                             | Pannonia   | Savia                                      | Pannonia            | Kroatien                                                                              |
| Pannonia inferior                           | Pannonia inferior                                 | Pannonia   | Pannonia II                                | Pannonia            | Vojvodina                                                                             |
| Pannonia inferior                           | Valeria ripensis                                  | Pannonia   | Valeria ripensis                           | Pannonia            | Westungarn                                                                            |
| Raetia                                      | Raetia                                            | Italia     | Raetia I                                   | Italia annonaria    | Graubünden, Vorarlberg, westliches Nordtirol                                          |
| Raetia                                      | Raetia                                            | Italia     | Raetia II                                  | Italia annonaria    | Südbayern zwischen Iller, Donau und Inn                                               |
| Corsica et Sardinia                         | Sardinia                                          | Italia     | Sardinia                                   | Italia suburbicaria | Sardinien                                                                             |
| Corsica et Sardinia                         | Corsica                                           | Italia     | Corsica                                    | Italia suburbicaria | Korsika                                                                               |
| Sicilia                                     | Sicilia                                           | Italia     | Sicilia                                    | Italia suburbicaria | Sizilien                                                                              |
| Syria Coele                                 | Syria Coele                                       | Oriens     | Syria Prima                                | Oriens              | syrische Mittelmeerküste, ein kleiner Teil der Südtürkei                              |
| Syria Coele                                 | Syria Coele                                       | Oriens     | Syria Secunda (oder Syria salutaris)       | Oriens              | Südsyrien                                                                             |
| Syria Coele                                 | Syria Coele                                       | Oriens     | Syria Euphratensis                         | Oriens              | Syrien, westliches Ufer des Euphrat                                                   |
| Syria Phoenice                              | Syria Phoenice                                    | Oriens     | Phoenice                                   | Oriens              | Libanon und ein kleiner Teil von Westsyrien                                           |
| Syria Phoenice                              | Syria Phoenice                                    | Oriens     | Phoenice Libanesia                         | Oriens              | südliches Syrien und Libanon                                                          |
| Syria Palaestina                            | Syria Phoenice                                    | Oriens     | Palaestina I                               | Oriens              |                                                                                       |
| Syria Palaestina                            | Syria Phoenice                                    | Oriens     | Palaestina II                              | Oriens              |                                                                                       |
| Syria Palaestina                            | Syria Phoenice                                    | Oriens     | Palaestina salutaris                       | Oriens              | Sinai-Halbinsel                                                                       |
| Hispania Tarraconensis                      | Tarraconensis                                     | Hispania   | Tarraconensis                              | Hispania            | Nordostspanien                                                                        |
| Hispania Tarraconensis                      | Carthaginiensis                                   | Hispania   | Carthaginiensis                            | Hispania            | Südostspanien                                                                         |
| Hispania Tarraconensis                      | Gallaecia                                         | Hispania   | Gallaecia                                  | Hispania            | Galicien                                                                              |
| Hispania Tarraconensis                      | Insulae Baleares                                  | Hispania   | Insulae Baleares                           | Hispania            | Balearen                                                                              |
| Thracia                                     | Europa                                            | Thracia    | Europa                                     | Thracia             | europäischer Teil der Türkei (→ Ostthrakien)                                          |
| Thracia                                     | Thracia                                           | Thracia    | Thracia                                    | Thracia             | südliches Bulgarien                                                                   |
| Thracia                                     | Haemimontus                                       | Thracia    | Haemimontus                                | Thracia             | südöstliches Bulgarien                                                                |
| Thracia                                     | Rhodope                                           | Thracia    | Rhodope                                    | Thracia             | nordöstliches Griechenland                                                            |